# Elmdon (Essex)
Elmdon is een civil parish in het bestuurlijke gebied Uttlesford, in het Engelse graafschap Essex. In 2001 telde het dorp 522 inwoners. Het dorp heeft 64 vermeldingen op de Britse monumentenlijst.